# Базельська ратуша
Базельська ратуша (нім. Basler Rathaus) — ратуша у швейцарському місті Базель.
На місці сучасної ратуші була будівля 1290 року, політичний центр Базеля.
1356 року сильний землетрус зруйнував її.
Історичну центральну будівлю побудовано у своєму нинішньому вигляді, коли Базель приєднався до Швейцарської Конфедерації в 1501 році.

Ратушу Базелю була побудовано з червоного пісковику у пізньоготичному стилі в 1507-13 рр. на Ринковій площі.
У XVII столітті до будівлі прибудовано лівий флігель, а в 1898—1904 роках побудована вежа.

У внутрішньому дворі знаходиться статуя консула Луція Мунація Планка — засновника Базеля.

На середину 2020-х рр. в ратуші розташовані органи законодавчої (Велика рада) та виконавчої влади кантону Базель-Штадт, а також мерія Базеля.
Ратуша доступна для відвідування туристами.